# Campeonato Sul-Americano de Atletismo de 1919
O Campeonato Sul-Americano de Atletismo de 1919 foi a edição inaugural do evento de atletismo para a  América do Sul. Foi disputado entre o Uruguai e o Chile com 19 eventos masculinos com sede na cidade de Montevidéu, no Uruguai.

## Medalhistas
Esses foram os resultados do campeonato.  

### Masculino
| Evento                     | Ouro                        | Ouro    | Prata                        | Prata   | Bronze                       | Bronze  |
| -------------------------- | --------------------------- | ------- | ---------------------------- | ------- | ---------------------------- | ------- |
| 100 metros                 | Henry Bowles · Uruguai      | 11.8    | Marcelo Uranga · Chile       | 12.0    | Ricardo Müller · Chile       | 12.1    |
| 200 metros                 | Isabelino Gradín · Uruguai  | 23.2    | Julio Gorlero · Uruguai      | 23.4    | Ricardo Müller · Chile       | 23.8    |
| 400 metros                 | Isabelino Gradín · Uruguai  | 52.4    | Armando Camus · Chile        | 53.0    | Carlos Stevens · Chile       | 54.6    |
| 800 metros                 | Juan Campos · Uruguai       | 2:04.8  | Armando Camus · Chile        | 2:06.4  | Carlos Stevens · Chile       | 2:07.0  |
| 1 500 metros               | Juan Baeza · Chile          | 4:29.8  | Manuel Moraga · Chile        | 4:30.0  | Enrique Calderón · Chile     | 4:31.4  |
| 10 000 metros              | Gilberto Martínez · Uruguai | 33:57.0 | Juan Baeza · Chile           | 34:41.2 | Enrique Calderón · Chile     | 34:55.6 |
| 110 metros barreiras       | Harold Rosenqvist · Chile   | 17.0    | Julio Kilián · Chile         | 17.2    | Adolfo Reccius · Chile       | 18.0    |
| 200 metros barreiras       | Julio Kilián · Chile        | 27.2    | Adolfo Reccius · Chile       | -       | Harold Rosenqvist · Chile    | 28.0    |
| 400 metros barreiras       | Julio Kilián · Chile        | 59.2    | Adolfo Reccius · Chile       | 61.4    | Andrés Mazzali · Uruguai     | 62.0    |
| 4×400 metros estafetas     | Chile                       | 3:39.0  | Uruguai                      | 3:39.4  |                              |         |
| Salto em altura            | Carlos Patiño · Uruguai     | 1.72    | Hernán Orrego · Chile        | 1.70    | Arturo Filloy · Uruguai      | 1.68    |
| Salto em pé                | Carlos Patiño · Uruguai     | 1.40    | Carlos Fernández · Uruguai   | 1.38    | Arturo Filloy · Uruguai      | 1.38    |
| Salto à vara               | Eugen Fonck · Chile         | 3.20    | José Amejeiras · Uruguai     | 3.15    | Héctor Berruti · Uruguai     | 3.15    |
| Salto em comprimento       | Ricardo Müller · Chile      | 6.68    | Adolfo Reccius · Chile       | 6.53    | Ricardo Filloy · Uruguai     | 6.47    |
| Salto em comprimento em pé | Hugo Krumm · Chile          | 3.07    | Carlos Patiño · Uruguai      | 2.95    | Ernesto Ramón · Uruguai      | 2.91    |
| Arremesso de peso          | Teodoro Scheihing · Chile   | 11.47   | Víctor Zaragoza · Uruguai    | 11.22   | Harold Rosenqvist · Chile    | 10.95   |
| Lançamento de disco        | Alberto Warnken · Chile     | 35.80   | Leonardo de Lucca · Uruguai  | 33.68   | Fernando Capellini · Uruguai | 33.44   |
| Lançamento do martelo      | Leonardo de Lucca · Uruguai | 32.57   | Evaldo Homberg · Chile       | 31.97   | Teodoro Scheihing · Chile    | 30.40   |
| Lançamento do dardo        | Arturo Medina · Chile       | 45.95   | Fernando Capellini · Uruguai | 43.27   | Evaldo Homberg · Chile       | 40.50   |

## Quadro de medalhas
| Ordem | País    | Medalha de ouro | Medalha de prata | Medalha de bronze | Total |
| ----- | ------- | --------------- | ---------------- | ----------------- | ----- |
| 1     | Chile   | 11              | 11               | 11                | 33    |
| 2     | Uruguai | 8               | 8                | 7                 | 23    |